# 新潟県立新潟県央工業高等学校
新潟県立新潟県央工業高等学校（にいがたけんりつにいがたけんおうこうぎょうこうとうがっこう、英語：Niigata Prefectural Niigata Kenoh Technical High School）は、新潟県三条市に所在する県立工業高等学校。略称は 県央  (けんおう) または、県央工業 。

## 沿革
※商工分離（1963年）以前は三条商業高校を参照。
- 1962年4月1日 新潟県立燕工業高等学校を開校し、三条実業高校定時制燕分校を移管。
- 1963年4月1日 商工分離。新潟県立三条実業高等学校から分離し新潟県立三条工業高等学校開校。開校当初は県立三条実業高等学校の校舎を借用。
- 1963年10月 現在地の新校舎に移転。
- 1965年4月1日 定時制を設置。
- 1989年3月31日 定時制閉課程。
- 2004年4月1日 新潟県立燕工業高等学校と新潟県立三条工業高等学校を統合、新潟県立新潟県央工業高等学校を開校。校舎は旧三条工業高校を継承。
- 2006年3月31日 新潟県立燕工業高等学校閉校。

## 特色
各学科で募集せず、工業科として募集し、1年次は工業科に在籍する。2年次より興味・関心、適性、将来の進路希望などによって6つのコースに分かれ、進んだコースによって卒業学科が決定する。
洋食器・金物産業が世界的に有名な燕市、三条市において地元産業を支える人材を多数輩出している。

## 校歌
- 『新潟県立新潟県央工業高等学校校歌』（作詞：藤沢周・作曲：清水研作）[1]

## 学校行事
- 4月　入学式
- 5月　中間考査
- 6月　体育祭、「同和」教育指導
- 7月　期末考査、工場見学、競技大会
- 9月　インターンシップ・デュアルシステム発表会
- 10月　中間考査、県央工祭
- 11月　期末考査
- 12月　修学旅行
- 1月　生徒会役員投票
- 2月　学年末考査、進路ガイダンス
- 3月　卒業式、離任式

## 部活動

### 運動部
- 硬式野球部

近年、公立の強豪校である。2008年（第90回）新潟大会で初優勝、県央地区悲願の夏の甲子園出場を果たした。新潟県勢で公立高校の甲子園出場は、21世紀枠で春の選抜大会に出場した2003年（第75回）の柏崎高校以来5年ぶり、夏の選手権大会では2001年（第83回）の十日町高校以来、実に7年ぶりの快挙であった。また工業高校としては1990年夏（第72回）の高田工業(現 上越総合技術)以来18年ぶり。選手権1回戦で甲子園春夏優勝経験のある関西の強豪、報徳学園高校と対戦し2-4で惜敗した。部の精神は『県央魂』。
- 陸上競技部
- 弓道部
- 山岳部

8月7日より開催されていた平成24年度第56回全国高校総合体育大会「2012　北信越かがやき総体」（インターハイ）において優勝を果たした。
- バスケットボール部
- 卓球部

特色化選抜を卓球競技で実施している
- ソフトテニス部
- バレーボール部
- バドミントン部
- ウェイトリフティング部
- サッカー部
- 剣道部
- 水泳部
- レスリング部

元オリンピック日本代表の原喜彦を顧問監督に迎えてまた特色化選抜をレスリング競技で実施するなど部活動強化に努めている
- 柔道部

### 文化部
- 書道部
- 電気部
- 美術部
- 機械工作部
- 写真部
- 囲碁将棋
- ロボット競技部

## 著名な出身者・卒業生
- ジャイアント馬場（元プロ野球選手（読売・大洋）・プロレスラー）プロ野球入団のため2年次で中退。
- 服部健太（プロレスラー）
- 小林正則（政治家）
- GOT'S（ベーシスト(FLOW)）
- 仁木琢郎（プロレスラー）
- 松山勘十郎（プロレスラー）
- 歌川二三子（歌手、定時制）

## 交通
- JR信越本線 三条駅から南西へ徒歩約15分